# Tempête tropicale Earl (2004)
Pour les articles homonymes, voir Cyclone tropical Earl.
La tempête tropicale Earl est le 5e phénomène cyclonique de la saison 2004 dans l'Atlantique nord.

## Chronologie
Une onde tropicale prend naissance le 10 août au large de l'Afrique et traverse l'Atlantique. La dépression tropicale no 5 prend naissance le 13 août en fin d'après-midi à plus de 1 500 km à l'est de l'arc antillais de cette onde, à 9° Nord de l'équateur. Cette zone de formation est inhabituelle, car à ces latitudes, la force de Coriolis n'est pas suffisante pour permettre la mise en rotation du cyclone. Son intensification est lente et devient une tempête tropicale 24 heures plus tard, le 14. La dépression est nommée Earl. Le 15 août Earl traverse rapidement, à 18 nœuds l'arc sud des Antilles avec des vents soutenus à 45 nœuds (80 km/h), donnant de fortes pluies sur Saint-Vincent-et-les-Grenadines, Grenade, la Barbade. Il dégénère le 15 août et se dissipe en onde tropicale le 16 au centre de la Mer des Caraïbes.

## Alerte
Une très grande attention avait d'abord été portée à Earl, car les premières prévision prévoyaient qu'il suivrait le chemin de Charley et se renforcerait en un ouragan majeur en remontant vers le Nord.

## Bilan
Il n'y eut aucun mort rapporté. Les seuls dégâts étaient dus aux précipitations qui ont endommagé des cultures et détruit quelques toits. Des coupures d'électricité ont été relevées.